# Вулиця Корнякта
Ву́лиця Корня́кта — невеличка вулиця в центральній частині Львова, що сполучає вулиці Краківську та Театральну.
Розташована з південного боку Преображенської церкви. У 1703—1783 роках на цьому місці розташовувався львівський монастир тринітарів, закритий під час касаційних реформ австрійського уряду. 16 листопада 1784 року за розпорядженням цісаря Йосифа ІІ в колишньому монастирі відкрили університет. Під час революційних подій 1848 року університетські споруди були зруйновані артилерійським вогнем та пожежею.

## Назва
- 1885 — 1942 роки — Корняктів.
- 1942 — липень 1944 років — Зальцманнштрассе, на честь архітектора, інспектора міського будівництва Львова та Відня Йогана Зальцмана.
- липень 1944 — жовтень 1945 років — Корняктів, повернена передвоєнна назва.
- жовтень—грудень 1945 — Ізюмська.
- грудень 1945 — 1950 роки — Корняктів, вдруге повернена передвоєнна назва.
- від 1950 року — Корнякта, на честь заможного львівського купця й мецената, грека Костянтина Корнякта (бл. 1520—1603).

## Забудова
У фактично єдиному будинку (№ 1) за польських часів була спілка текстильних товарів «Фуґха», магазин шовку Кораля, українська видавнича спілка «Власна Допомога» та редакція часопису «Нива». На зламі XX–XXI століть тут відкрито магазин жіночої білизни «Лоліта», магазин європейських тканин і парфумів «Еден», магазин «Насіння».

## Галерея

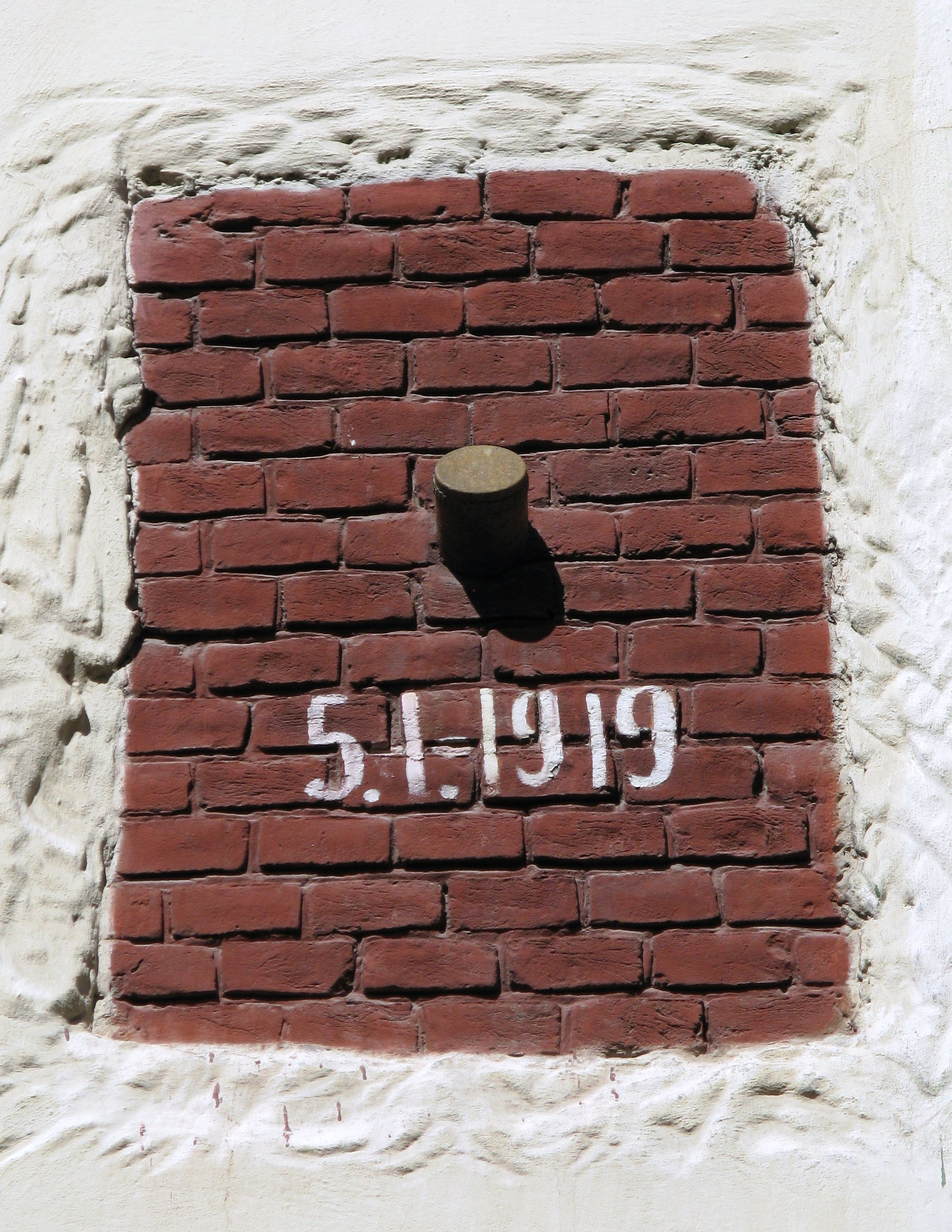
Залишки снаряду, який влучив у стіну церкви під час польсько-українсько війни 1918—1919 років